# Уткін Олександр Анатолійович
Олекса́ндр Анато́лійович У́ткін (7 листопада 1970 — 20 серпня 2014) — старшина резерву, Міністерство внутрішніх справ України, учасник російсько-української війни.

## Життєпис
Народився 1970 року в селі Подище (Прилуцький район, Чернігівська область). Середню освіту здобував у Чернігівському інтернаті — у віці 6 років в зв'язку з сімейними обставинами він зі своєю сестрою Іриною потрапив до дитячого будинку. Вступив до 1-го класу Чернігівської школи-інтернату, 1978-го переведений до школи-інтернату міста Городня Чернігівської області, де отримав восьмирічну освіту. 9-й та 10-й класи Олександр закінчував у Чернігові.
Пройшов строкову службу у ЗС СРСР, в Естонії. Був сапером; під час служби зазнав поранення. Отримав освіту будівельника; працював будівельником-висотником, охоронцем. Певний час служив в одному зі спецпідрозділів СБУ. Працював майстром-будівельником на Чорнобильській АЕС у місті Славутичі.
У часі війни — командир відділення 2-го батальйону спеціального призначення НГУ «Донбас».
Загинув у бою при звільненні Іловайська від проросійських терористів. Тоді ж полягли Кіпішинов Геннадій Юрійович; Кузяков Артем Володимирович та Ніколенко Анатолій Володимирович. 20 серпня 2014 року мікроавтобус «Тойота», на якому з Іловайська вивозили поранених (за свідченням офіцера з позивним «Дантист», у машині перебували 8 бійців батальйону «Донбас» та військовослужбовець ЗСУ) в районі села Грабське (Амвросіївський район) потрапив у засідку, влаштовану двома взводами регулярних військ ЗС РФ. Ніколенко дістав тяжке поранення та підірвав ручною гранатою себе й кількох росіян, які намагалися захопити його в полон.
Похований у селі Киселівка Менського району — за місцем проживання сестри.
Без Олександра лишилася сестра.

## Нагороди та вшанування
За особисту мужність і героїзм, виявлені у захисті державного суверенітету та територіальної цілісності України, вірність військовій присязі під час російсько-української війни нагороджений:
- орденом «За мужність» III ступеня (27.11.2014, посмертно).
- Присвоєно звання «Почесний громадянин Менського району» (посмертно)
- Вшановується 20 серпня на щоденному ранковому церемоніалі вшанування українських захисників, які загинули цього дня в різні роки внаслідок російської збройної агресії[1]
- Його портрет розміщений на меморіалі «Стіна пам'яті полеглих за Україну» у Києві: секція 3, ряд 3, місце 12.
- «Іловайський Хрест» (посмертно)
- 2018 року нагороджений Відзнакою Президента України «За участь в антитерористичній операції» (посмертно).